# 轉捩點：自由隕落
《轉捩點：自由隕落》是一個第一人称射击游戏。此遊戲是由星火无限開發，其平台為PlayStation 3、Xbox 360以及Microsoft Windows。此遊戲於2008年2月26日在北美發佈，於2008年3月13日在澳洲發佈，並且於一日後在歐洲發佈。
游戏故事发生在一段架空歷史中。在這個平行宇宙中，溫斯頓·丘吉爾於1931年因車禍逝世。這次事故影響了第二次世界大战期間美國、英國、歐洲和俄羅斯的命運。此遊戲主要圍繞1953年納粹德國入侵美國的戰事。

## 遊戲背景
《轉捩點：自由隕落》的劇情基於一段架空歷史。而這段架空歷史與現實世界的分歧点在於溫斯頓·丘吉爾的生死。於1931年，丘吉爾在到訪紐約期間遭一輛出租车撞倒。在現實世界中，丘吉爾沒有死去，並在第二次世界大战期間領導英國戰勝德國。但在這個遊戲中，丘吉爾則傷重不治。1940年，英國因失去了丘吉爾的領導，導致英國皇家空軍在不列顛空戰中敗給納粹德國空軍，使德國的海獅計劃成功，並且迫使當時的英國首相內維爾·張伯倫向德國投降。在強敵英國投降後，德國便撗掃歐洲。不久，德國以巴巴羅薩行動入侵蘇聯，並因沒有英國的威脅，致使德國能夠全力入侵蘇聯。德國佔領了大量蘇聯城市，其中包括斯大林格勒、列宁格勒和莫斯科。在蘇聯節節敗退，並失去首都後，蘇聯紅軍和约瑟夫·斯大林被迫與德國簽署新的苏德互不侵犯条约。另一方面，德國亦協助其盟友意大利佔領整個北非，並協助贝尼托·墨索里尼建立「新罗马帝国」。在遠東，日本撗掃了亞洲。這時候，德國佔領了蘇聯和中東的油田，並向日本出口石油，使美國對日本的禁運石油策略失敗。雖然這時候歐洲有不少抵抗運動，但都被德軍壓下去。但是，美國卻在戰火中選擇孤立自己，全因當時共和党籍的總統托馬斯·杜威（於1948年擊敗哈利·S·杜魯門當選總統）選擇孤立政策。
軸心國在統一歐亞非大陸後，與美國維持了一段短暫的和平時期。但同時，德國卻在暗地裡發展和大量生產兵器，其中不乏喷气式战斗机、超重型坦克和高科技轰炸机。這些兵器使德國成為世界上最強大的國家。随着战争的結束，人們開始對德國大量生產武器有疑惑。德國的行為亦使美國與德國之間的矛盾逐漸加深。因此，美國與還未為德國所佔領的國家譴責德國的行為。
當德國與日本入侵美國的計劃「座头鲸行动」遭英國抵抗軍發現後，德国和日本是立刻就否认此計劃的存在，並指出这些指控都是荒谬的。而杜威总统相信了他們的谎言，繼續實行其孤立政策，並拒絕擴充軍隊。1953年，德國正式進行「座头鲸行动」，入侵美國，並且與日本分別由大西洋和太平洋入侵美國。而美國則因沒有備戰，而沒法及時阻止而軸心國的進攻。

## 遊戲
在《轉捩點：自由隕落》中，玩家需要扮演纽约建筑工人丹·卡森。卡森並沒有任何從軍經驗。与其他类似的战争游戏不同，玩家在此遊戲的目的並非協助同盟國戰勝軸心國，而是令主角能在戰爭中生還。
游戏包含了许多二戰期間使用的武器的先进版本，以及一些僅被研發，並沒有大量生產的武器。超重型坦克如八號坦克鼠式和P-1000超級坦克均於遊戲中出現。另外，夜鸟齐柏林飞艇、齊柏林伯爵號航空母艦以及各种先进的喷气式战斗机和轰炸机亦於遊戲中被德軍使用。
玩家可以手持两件武器，並且不同產地的武器亦可以混用。武器射程从冲锋枪提升至步枪，再提升至火箭发射器。主角亦可以攜出最多四个手榴弹。当玩家接近一个纳粹士兵時，一个提示就會出现。當提示出现時按近战键，因玩家就可以選擇讓主角與士兵戰鬥並殺死他，或以該士兵作肉盾抵擋子彈直至他死亡為止。

### 多人遊戲
在《轉捩點：自由隕落》中，玩家亦可以進行線上多人遊戲。玩家能使用Xbox Live、PlayStation Network和System Link進行線上多人遊戲。多人遊戲分為兩種：死亡竞赛以及團隊死亡競賽。在多人遊戲中，玩家可以扮演纳粹士兵或美国抵抗軍。玩家可以在遊戲中拾取武器。多人遊戲總共有四個地圖，並且最多能容納8個玩家。

## 評價
《轉捩點：自由隕落》得到的評價大多為非常负面的。IGN.com注意到其独特的故事概念，但批评游戏体验方面的质素是「过时的」。其他批评包括無起伏的故事情節、平淡無趣的多人游戏模式、以及令人沮丧的，與遊戲格格不入的游戏操作，例如爬梯子。另一方面，遊戲配乐則得到相對較好的評價，並被描述為「一个坚实和制作精良的一部分」。IGN.com將《轉捩點：自由隕落》的描述為「一个被製作得很糟糕的好故事的鲜明例子」。
1UP.com給予游戏一个较高的评价。尽管大多数批评的目的是在平淡的劇情，1UP.com指出了游戏最糟糕的缺点就是「故事叙述被置于次要的地位」。批评者亦指出了遊戲不斷重复進行相近的任務，以及其控制不一致的问题。总括而言，批评者指出「每當遊戲在其中一方面做得不錯時，遊戲的另一方面就會做得很差」。
作為回應，《轉捩點：自由隕落》的開發者指出遊戲並非為「铁杆玩家」而製，而是為休闲玩家而製。他们声称這些评论對休闲游戏來說太嚴格了。